# 富阳经济技术开发区
富阳经济技术开发区成立于1992年，2012年10月升级为国家级经济技术开发区。成为继萧山经济技术开发区、余杭经济技术开发区后杭州地区的第三家县市（区）级国家级经济技术开发区。

## 简介
自开发区成立以来，已累计引进350多个项目，其中114个外资项目，总投资386.4亿元。拥有四张国家级“金名片”，分别为“国家（富阳）光纤光缆产业园”、“中国白板纸基地”、“中国球拍之乡”、“中国赛艇之乡”。其中，电缆、光缆等通信器材产量约占全国25%，灰底涂料白板纸产量约占全国50%，赛艇产量占全国95%。
2011年，开发区工业总产值833.2亿元，税收收入39.98亿元，出口18.37亿元。

## 主要企业
- 富春江集团
- 富通集团
- 飞鹰船艇
- 央企铸管
- 万科
- 复星
- 富春江冶炼
- 中策橡胶
- 颐高圣鸿项目
- 天鸿文化创意产业园
- 浙大网新
- 艾健科技生物医药园
- 赛伯乐科技创新园
- 天安数码城